# Chaetaglaea venustula
Chaetaglaea venustula là một loài bướm đêm trong họ Noctuidae.